# 독립시
독립시(獨立市, 영어: independent city) 또는 독립 도시(獨立都市)는 다른 지방자치단체에 속하지 않고 독립된 자치권을 갖는 시(市)를 말한다.

## 대한민국
대한민국의 독립시에는 특별시, 광역시, 특별자치시가 있다.

## 미국
미국의 독립시는 군(County)에 속하지 않고 그와 동등한 지위를 갖는 주의 하위 행정 구역이다.

## 같이 보기
- 헌장 도시